# Uhrenturm (Bab al-Faradsch)

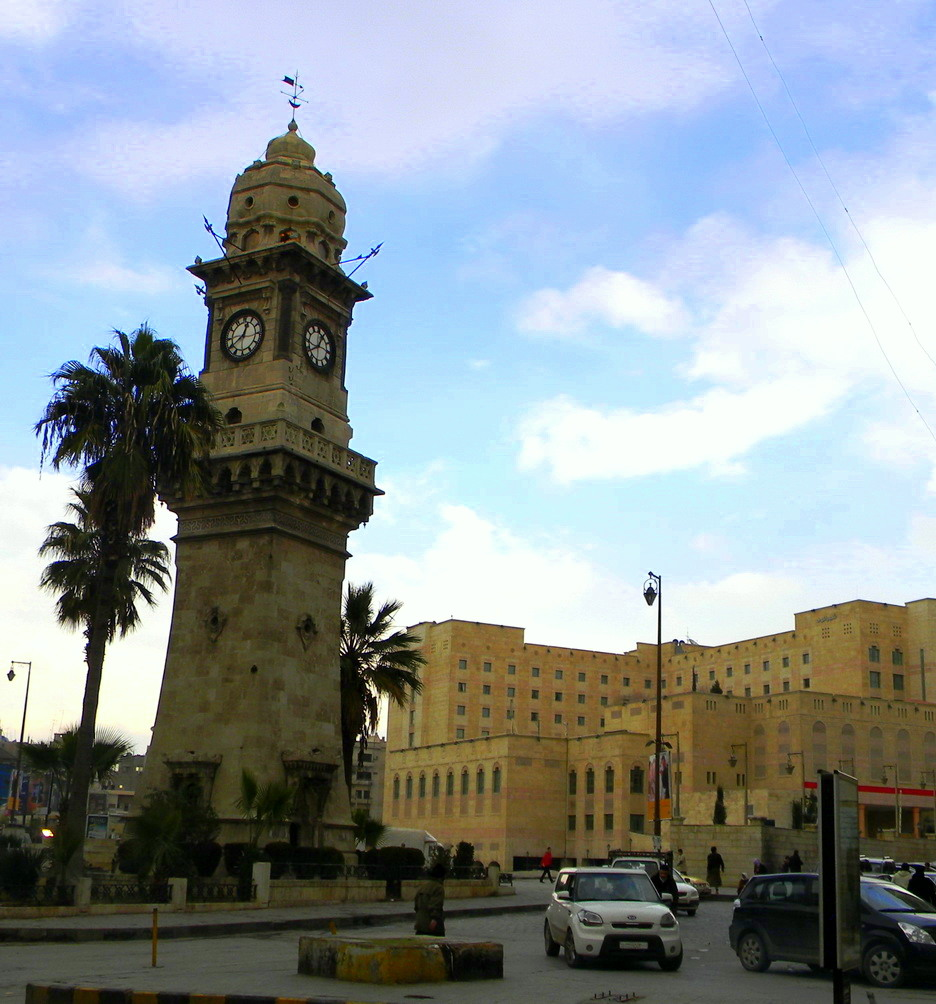
Uhrturm, dahinter das Sheraton-Hotel

Der Uhrturm am Bab al-Faradsch (arabisch ساعة باب الفرج, DMG Sāʿat Bāb al-Faraǧ) ist ein Uhrturm in der syrischen Stadt Aleppo. Er steht nahe dem historischen Stadteingang, dem Bab al-Faradsch in direkter Nachbarschaft zur Nationalbibliothek von Aleppo.

## Geschichte
Köse Mehmed Raif Pascha, der osmanische Gouverneur (vâli) des Vilâyets Aleppo, beauftragte den französischen Architekten Aleppos, Charles Chartier sowie den Ingenieur Bakr Sidqi, den Uhrturm zu errichten. Der Uhrturm wurde in den Jahren 1898 und 1899 im orientalisierenden Stil errichtet und entwickelte sich zu einem Wahrzeichen der Stadt. Der an den vier Fassaden umlaufende Balkon ist mit Muqarnas verziert.
Die Kosten für die Errichtung des Uhrturms betrugen 1500 osmanische Lira, von denen die eine Hälfte über Spenden zusammenkam und die andere Hälfte von der Stadtverwaltung von Aleppo bereitgestellt wurde.